# Helena Taberna
Helena Taberna Ayerra née à Alsasua est une réalisatrice et scénariste de cinéma espagnole.

## Biographie
Helena Taberna est coordinatrice de nouvelles technologies dans le Gouvernement de la Navarre. À partir de 1994, elle se consacre exclusivement au cinéma. En 2002, elle crée sa propre société de production, Lamia Productions. En 2006, avec d'autres réalisatrices, elles fondent la CIMA, Association de Femmes Cinéastes et des métiers de l'Audiovisuel.
En 2000, son premier long-métrage, Yoyes, raconte la vie d'une des premières femmes à avoir des responsabilités au sein de l'ETA.
En 2003, elle dirige le film documentaire Extranjeras, qui narre le vécu de femmes migrantes habitant Madrid.
En 2008, elle réalise La buena nueva, documentaire qui montre le rôle de l'église catholique contre la République, lors de la guerre civile, à travers le regard d'un prête, Marin Ayerra. Il est l'oncle d'Helena Taberna. Il s'exile à la fin de la guerre civile en Amérique latine. Il a témoigné du rôle joué de l'église catholique.
En 2010, elle réalise le long-métrage documentaire Nagore, qui narre la mort violente d'une étudiante en soins infirmiers commis par un résident de l'unité psychiatrique de Sanfermines en 2008.
En 2016, elle dirige une adaptation El contenido del silencio, de Lucía Etxebarria sur la disparition d'une jeune femmes aux Îles Canaries

## Films
- 1990, La mujer de Lot
- 1990, Busto de un poeta
- 1992, 87 cartas de amor
- 1993, Emiliana
- 1994, Recuerdos del 36
- 1994, Alsasua 1936
- 1996, Nerabe
- 2000, Yoyes
- 2003, Extranjeras
- 2008, La buena nueva
- 2010, Nagore
- 2016, Acantilado
- 2019, Varados

## Prix et distinctions

### Yoyes
- Meilleur film, Festival Cinespaña, Toulouse, 2001
- Prix du public, Festival internacional de San Juan, 2001
- Meilleur film, Muestra internacional de Cine y Mujer, Pampelune, 2001

### La buena nueva
- Meilleur acteur, La Seminci ou Semana Internacional de Cine, Valladolid, 2008
- Prix Salvador Allende du jury,  Festival Ibero-Americano de Cinema e Video - Cinesul, Brésil, 2010
- Meilleur film, Festival Internacional de Cine Arte Mare, Bastia, 2009

- Meilleur film, Festival Internacional de Cine y Derechos Humanos, Valparaíso, 2009